# Безколінець блакитний
Безколінець блакитний або молінія голуба (Molinia caerulea) — вид трав'янистих рослин родини тонконогові (Poaceae), поширений у Європі й прилеглих областях Азії та Північної Африки. Етимологія: лат. caeruleus — «темно-синій, лазурний».

## Опис
Багаторічник 40–90(120) см заввишки. Колоскові луски 3–4 мм довжиною; колоски до 6(8) мм довжиною, синювато-фіолетові. Стебла при основі не потовщені. Рослини утворюють густі дерновини з укороченими кореневищами. Листки плоскі, 3–6 мм шириною, довго загострені; язичок бахромчатий, з коротких волосків. Волоть вузька, стисла, 15–30 см завдовжки.

## Поширення
Північна Африка: Алжир, Марокко, Туніс; Азія: Азербайджан, Казахстан, Російська Федерація — Курган, Омськ, Тюмень, Ліван, Туреччина; Європа: Білорусь, Естонія, Латвія, Литва, Молдова, Росія, Україна, Австрія, Бельгія, Чехія, Німеччина, Угорщина, Нідерланди, Словаччина, Швейцарія, Данія, Фарерські острови, Фінляндія, Ірландія, Норвегія, Швеція, Велика Британія, Албанія, Болгарія, Хорватія, Греція, Італія, Румунія, Сербія, Словенія, Франція, Португалія, Іспанія. Введено: Канада, Сполучені Штати. 
Як і більшість трав, найкраще розвивається на кислих ґрунтах, в ідеалі значення рН становить від 3.5 до 5, однак може продовжувати жити в більш екстремальних умовах, іноді до рН = 2. Характерно зростає на вологих гірських землях і болотах. 
В Україні зростає на болотах, вологих луках і в лісах — на Поліссі, зах. і пн.-сх. частинах Лісостепу і в Карпатах — звичайна; в пн.-сх. частині Степу — рідко.

## Галерея

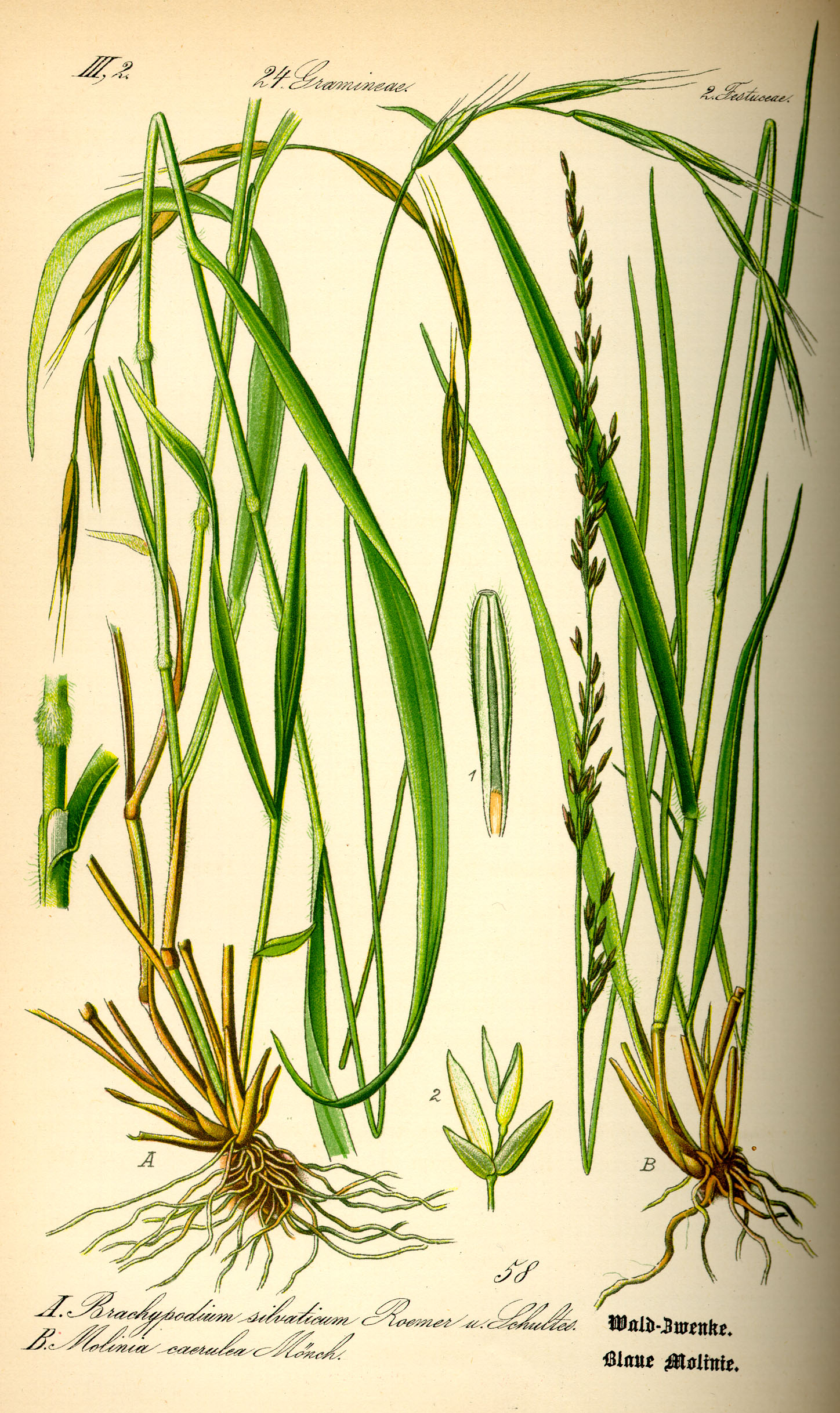
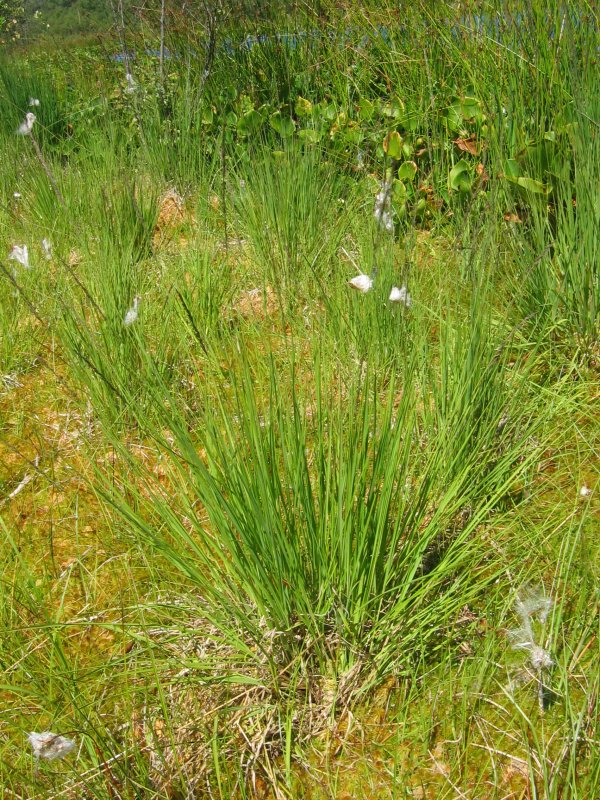
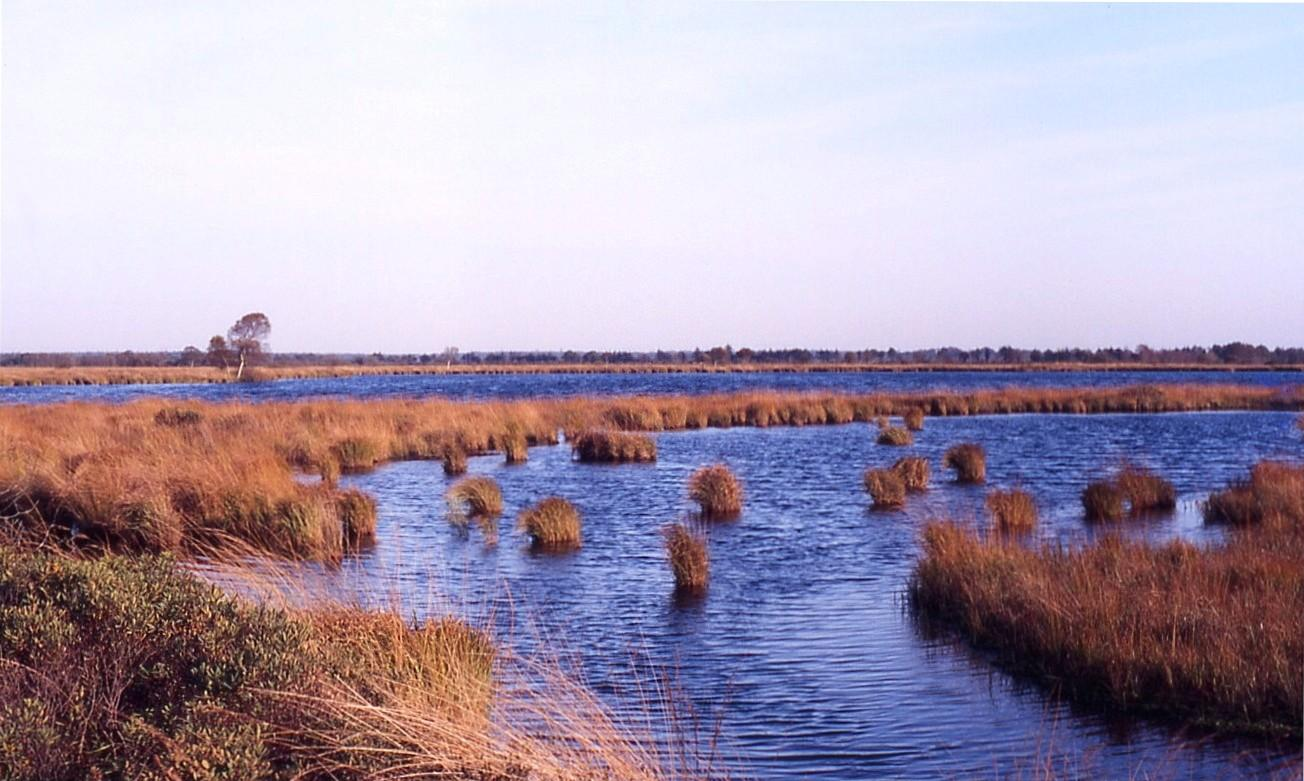